# Taeniosea discivaria
Taeniosea discivaria là một loài bướm đêm trong họ Noctuidae.